# Oh My God (filme de 2009)
Oh My God (mais tarde renomeado God: The Almighty Question) é um documentário de 2009 do diretor comercial Peter Rodger. O cineasta perguntou às pessoas em todo o mundo a pergunta “O que é Deus?” Figuras notáveis entrevistadas incluem Ringo Starr, Hugh Jackman, David Copperfield, Seal, Bob Geldof, Baz Luhrmann, Jack Thompson, Princesa Michael de Kent e Lawrence Blair.
O filme contém crédito de produção da futura esposa de Rodger, Soumaya Akaaboune, bem como um agradecimento especial ao filho de Rodger, Elliot.

## Recepção da critica
Oh My God recebeu críticas principalmente negativas dos críticos. No Rotten Tomatoes, o filme tem 21% de aprovação, com base em 19 comentários.